# Helias
Helias (også set stavet Elias) var en flamsk munk, der blev biskop i Ribe Stift.
Han var oprindeligt flamlænder og var munk på et kloster. Han flygtede fra sine brødre, der havde udstedt dødsdom over ham, grundet opstandelse. Han flyttede til Ribe, hvor han først blev kirketjener.
I lang tid havde han i skjul over koret i Ribe Domkirke.
Via gode bekendtskaber i byen, lykkedes det Helias i 1142 at blive udnævnt til biskop. Han levede dog i alle sine dage i Ribe med forholdsregler, grundet dødsdommen over ham.
Som biskop spillede han ikke en ubetydelig rolle og han sluttede sig til Svend Grathe under tronstridighederne. Svend Grathe gav til gengæld Ribe Bispestol vigtige privilegier omkring ca. 1151.
Helias blev begravet i domkirken, tæt på byens første biskop Leofdan